# Bern Nadette Stanis
Bernnadette Stanis (Bernadette Stanislaus, 22 de diciembre de 1953) es una actriz y escritora estadounidense, reconocida por interpretar el papel de Thelma Ann Evans–Anderson en la serie de televisión de la CBS Good Times entre 1974 y 1979. Stanis ha escrito cuatro libros: Situations 101: Relationships, The Good, The Bad & The Ugly; For Men Only; Situations 101: Finances y The Last Night.

## Filmografía

### Televisión
| Año       | Título                 | Papel                     | Notas         |
| --------- | ---------------------- | ------------------------- | ------------- |
| 1974–1979 | Good Times             | Thelma Ann Evans–Anderson | 133 episodios |
| 1980      | The Love Boat          | Janet Reeves              | 1 episodio    |
| 1985      | What's Happening Now!! | Marcie                    | 1 episodio    |
| 1987      | Bustin' Loose          | Sra. Fisher               | 1 episodio    |
| 1991      | The Cosby Show         | Carolyn Thompson          | 1 episodio    |
| 1997      | The Good News          | Audrey                    | 1 episodio    |
| 1997      | The Wayans Bros.       | Thelma Evans              | 1 episodio    |
| 1999      | The Parent 'Hood       | L'Tonya                   | 1 episodio    |
| 2003      | Girlfriends            | Ella misma                | 1 episodio    |
| 2015      | Black Jesus            | Bernadette                | 1 episodio    |

### Cine
| Año  | Título                           | Papel            | Notas     |
| ---- | -------------------------------- | ---------------- | --------- |
| 2000 | Hidden Blessings                 | Jackson's Lawyer | Telefilme |
| 2004 | Land of the Free                 | Psiquiatra       |           |
| 2004 | Still 'Bout It                   | Tee Dee          |           |
| 2006 | The Engagement: My Phamily BBQ 2 | Sra. Clark       |           |
| 2009 | Caution! Heartache Ahead         | Vera             |           |
| 2009 | The Adventures of Umbweki        | Usahnisa         |           |
| 2009 | In the Midnight Hours            | Cheryl           |           |
| 2010 | N-Secure                         | Dra. Heather     |           |
| 2015 | 36 Hour Layover                  | Madre de Nina    |           |